# Baptiste Bonnefond

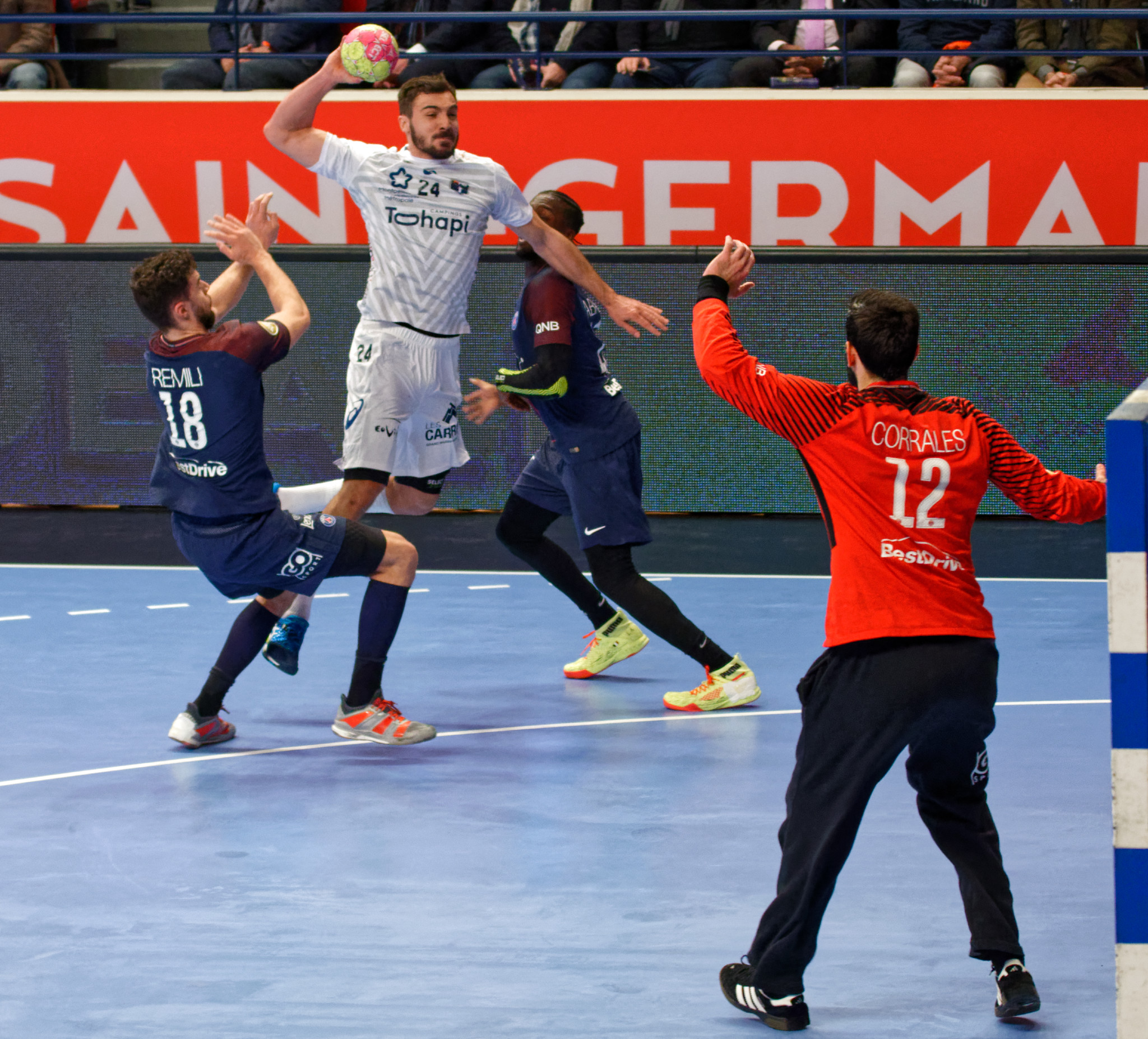
Baptiste Bonnefond au tir avec Montpellier face au PSG de Corrales, le 1 mars 2018.

Baptiste Bonnefond, né le 22 janvier 1993 à Lyon, est un joueur français de handball. Il évolue au poste d'arrière gauche au HBC Nantes  depuis l'été 2023.

## Biographie
Baptiste Bonnefond touche ses premiers ballons à 6 ans dans le club de son quartier à Lyon. Puis, à 15 ans, il fait ses débuts au Villeurbanne Handball Association sous la houlette de son père, Yvan Bonnefond, entraîneur de l'équipe première. Il foule alors durant deux saisons les parquets de Nationale 2 et rejoint à 17 ans le centre de formation du Montpellier Handball.
Lors de la saison 2011-2012, il intègre à plusieurs reprises le groupe professionnel et dispute ses premiers matchs en championnat et en Ligue des champions. Mais sa progression est ralentie par de nombreuses blessures, étant notamment éloigné pendant un an à cause de problèmes au genou. Malgré tout, le club héraultais lui fait confiance et il signe en mai 2014 son premier contrat professionnel en faveur du Montpellier Handball,
Il connait sa première sélection en équipe de France le 5 novembre 2015 face au Danemark dans le cadre de la Golden League.
En 2019, il quitte le club montpelliérain pour le Pays d'Aix Université Club handball. Deux ans plus tard, il quitte la France pour la Biélorussie et le club du HC Meshkov Brest.
En mars 2022, en conséquence de l'invasion de l'Ukraine par la Russie et des sanctions internationales contre la Biélorussie, il est autorisé à terminer la saison avec l'USAM Nîmes Gard.
Il signe en 2023 au HBC Nantes pour deux saisons.

## Palmarès

### En club
Compétitions internationales
- Vainqueur de la Ligue des champions (1) : 2018
- Finaliste de la Coupe de l'EHF (C3) en 2014

Compétitions nationales
- Vainqueur de la Coupe de France (3) : 2012, 2013, 2016
- Vainqueur de la Coupe de la Ligue (3) : 2012, 2014, 2016
- Vainqueur du Championnat de France (1) : 2012
  - Vice-champion en 2015

### En sélection
- Médaille d'or au Festival olympique de la jeunesse européenne 2009[11]